# Arraiolos (freguesia)
Arraiolos es una freguesia portuguesa del concelho de Arraiolos, con 146,47 km² de superficie y  habitantes (2001). Su densidad de población es de 24,2 hab/km².